# Iwona Olejnik
Iwona Barbara Olejnik (ur. 18 września 1980 w Przemyślu) – polska prawnik i socjolog, radca prawny, doktor nauk humanistycznych, w latach 2019–2023 członek Trybunału Stanu.

## Życiorys
Ukończyła studia na Wydziale Prawa Uniwersytetu Rzeszowskiego. W 2012 na Wydziale Nauk Historycznych i Społecznych Uniwersytetu Kardynała Stefana Wyszyńskiego obroniła pracę doktorską z zakresu socjologii pt. Formy wsparcia rodziny we współczesnych uwarunkowaniach społeczno-prawnych. Studium społeczne na przykładzie powiatu przemyskiego. Ukończyła aplikację radcowską przy OIRP w Rzeszowie, podjęła praktykę w zawodzie. Pracowała m.in. w Wydziale Legislacji Departamentu Prawnego Narodowego Banku Polskiego oraz w Wojewódzkim Ośrodku Ruchu Drogowego w Przemyślu. Zasiadała w radzie nadzorczej Uzdrowiska Rymanów SA, od 2014 pełni funkcję prezes jego zarządu. W sierpniu 2022 roku ustąpiła z funkcji prezes Uzdrowiska Rymanów.
21 listopada 2019 wybrana przez Sejm IX kadencji na członka Trybunału Stanu (z rekomendacji klubu Prawa i Sprawiedliwości). Zakończyła pełnienie funkcji w listopadzie 2023.
W lutym 2024 została zatrzymana przez Centralne Biuro Antykorupcyjne, po czym Prokuratura Krajowa postawiła jej zarzuty popełnienia 12 przestępstw, m.in. usiłowania oszustwa na szkodę Narodowego Funduszu Zdrowia na kwotę 221 301 złotych poprzez podanie nieprawdy w dokumentacji będącej podstawą do uzyskania dotacji z tytułu działań związanych z pandemią COVID-19, a także przyjmowanie korzyści majątkowych, przywłaszczenie mienia stanowiącego własność Uzdrowiska Rymanów, fałszowanie dokumentów urzędowych, wręczenie korzyści majątkowej innej osobie pełniącej funkcję publiczną oraz nakłanianie świadków do składania fałszywych zeznań.